# Bertholdia livida
Bertholdia livida là một loài bướm đêm thuộc phân họ Arctiinae, họ Erebidae.